# Apoteket Fenix

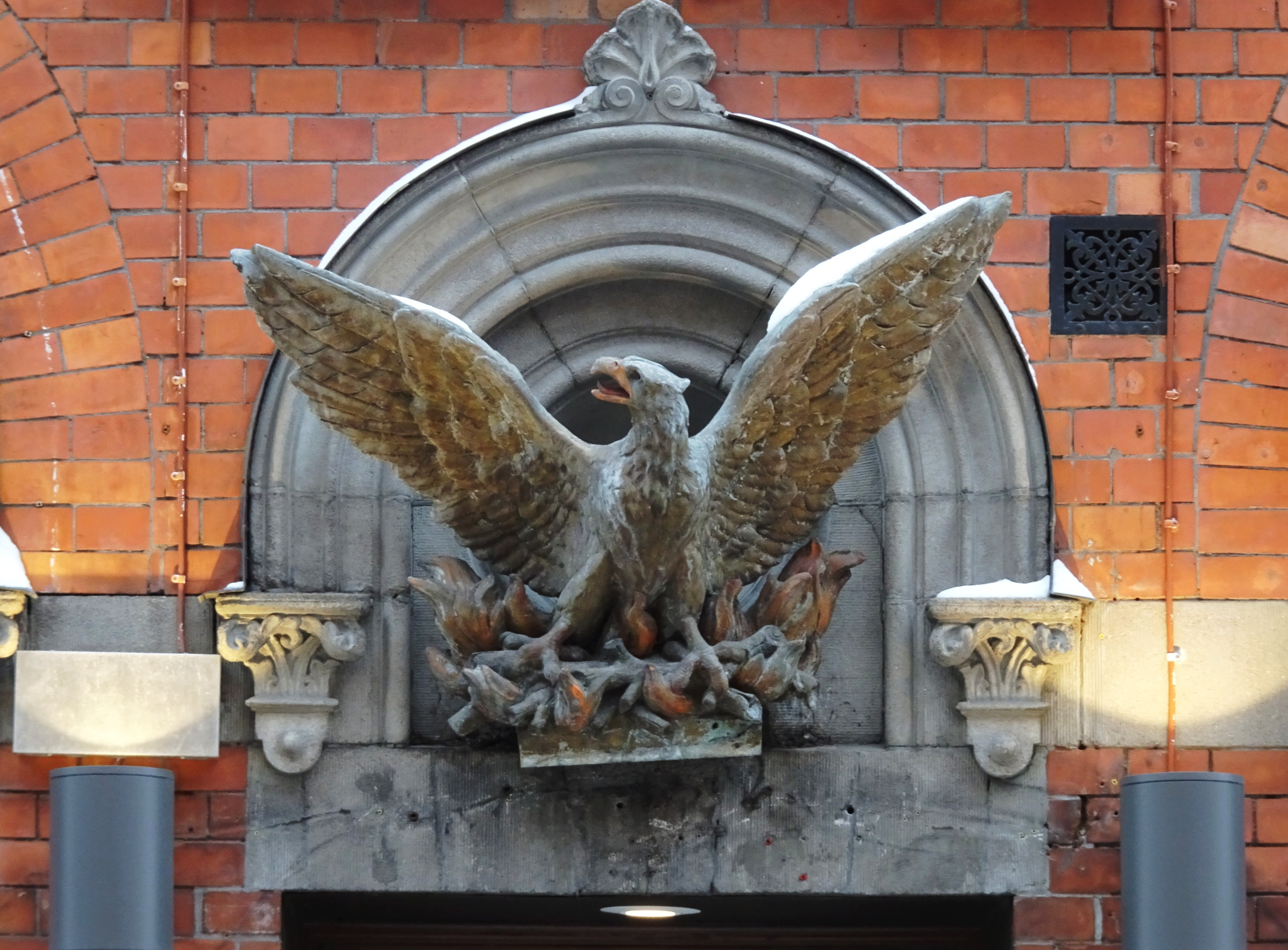
Apoteket Fenix' emblem, 2017.

Apoteket Fenix (äldre form  Phœnix) öppnade 1825 i fastigheten Nederland 20 vid nuvarande Götgatan 46 på Södermalm i Stockholm och var då det fjortonde apoteket i staden. År 1838 flyttades verksamheten till Götgatan 30 (nuvarande 40) där den fanns fram till slutet av 1980-talet. Sedan dess har Fenix adressen Götgatan 75 och är en filial av statliga Apoteket AB. Apoteket Fenix gamla lokaler nära Götgatsbacken har sedan 1990-talet använts för krog och café.

## Historik

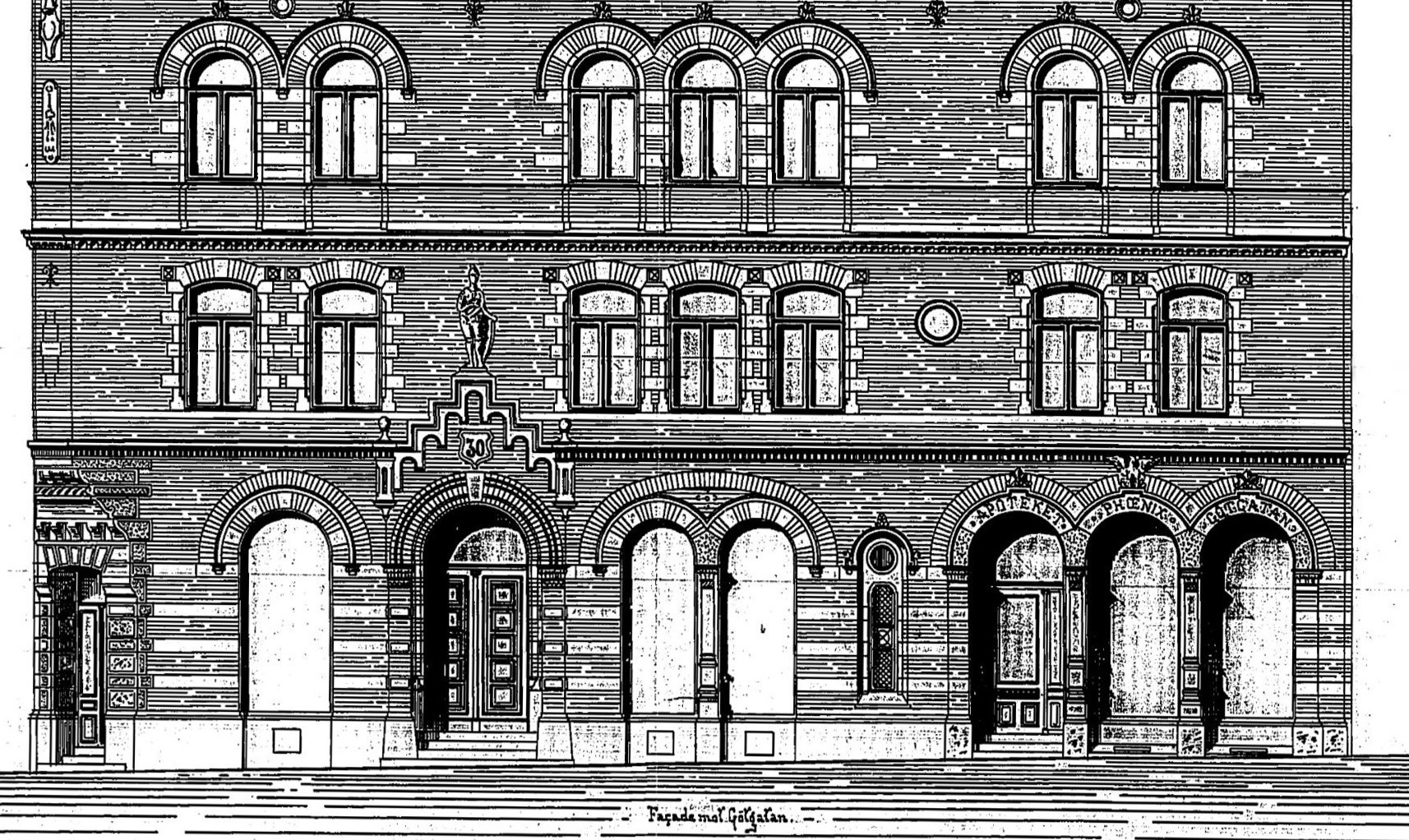
Johan Laurentz' fasadritning, 1889. Apoteket "Phœnix" syns till höger.

I början av 1800-talet fanns bara två apotek på Södermalm och beroende på den snabbt stigande folkmängden fanns behov av ytterligare ett apotek i stadsdelen. Platsen för det nya apoteket bestämdes att finnas i ett område vid Götgatans övre del och i Högbergsgatans närhet. Som apoteksnamn fastställdes Phœnix eller Fenix, efter den mytologiska Fågel Fenix. Apotekets emblem blev således en fågel Fenix utfört i betsat trä. 
Första apotekaren var Per Ulrik Huldberg (1784-1834), som ansvarade för verksamheten fram till 1829. Efter honom var Anders Jakob Friberg (1802-1878) Fenix’ ägare och 1839 tillträdde Abraham Adolf Jakob Keijser (1813-1889). Från och med 1871 var Gillis Emanuel Gullbransson (1839-1923) ägare till Fenix.
År 1889 uppfördes ett nytt, påkostat hörnhus på platsen för apoteket efter ritningar av arkitekt Johan Laurentz. Apoteket fick nya lokaler mot Götgatan, längst till höger i fastigheten. Över mellersta skyltfönstret placerades en skulptur visande fågeln Fenix, som troligen hade skapats av Carl Johan Dyfverman, vilken även stod för skulpturen Barmhertigheten som pryder husets huvudentré.

## Apotekets vidare öden
Apoteket Fenix fanns på denna adress fram till slutet av 1980-talet då verksamheten etablerades längre ner på Götgatan nummer 75. Till den gamla adressen flyttade Fenix Bar och Restaurang. Där, samt i portgången fanns delar av den gamla inredningen bevarade. 2014-2021 fanns en filial för den internationella kafékedjan Starbucks i apotekets gamla lokaler. Över entrédörren svävar fortfarande apotekets emblem: fågeln Fenix från 1889.

## Historiska bilder

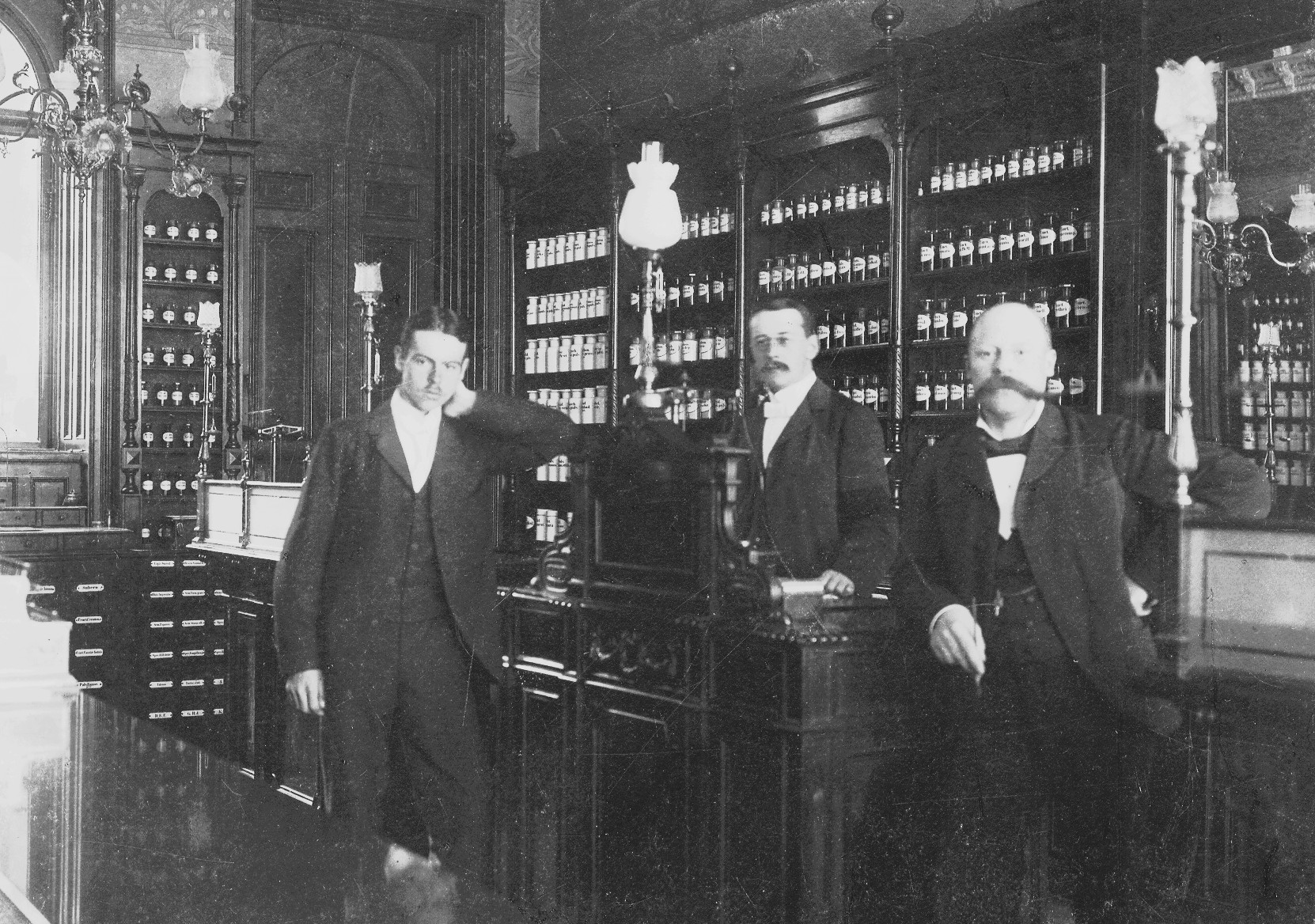
Fenix officin på 1890-talet
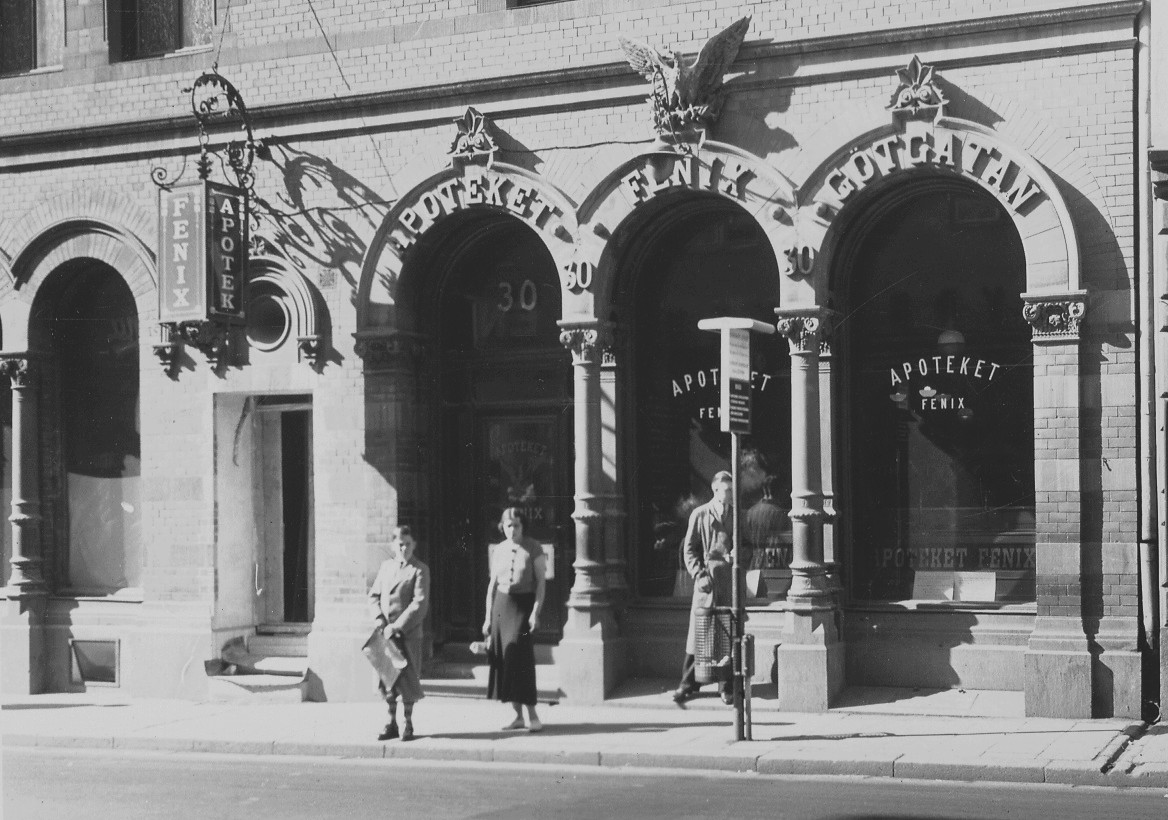
Fenix entré på 1930-talet
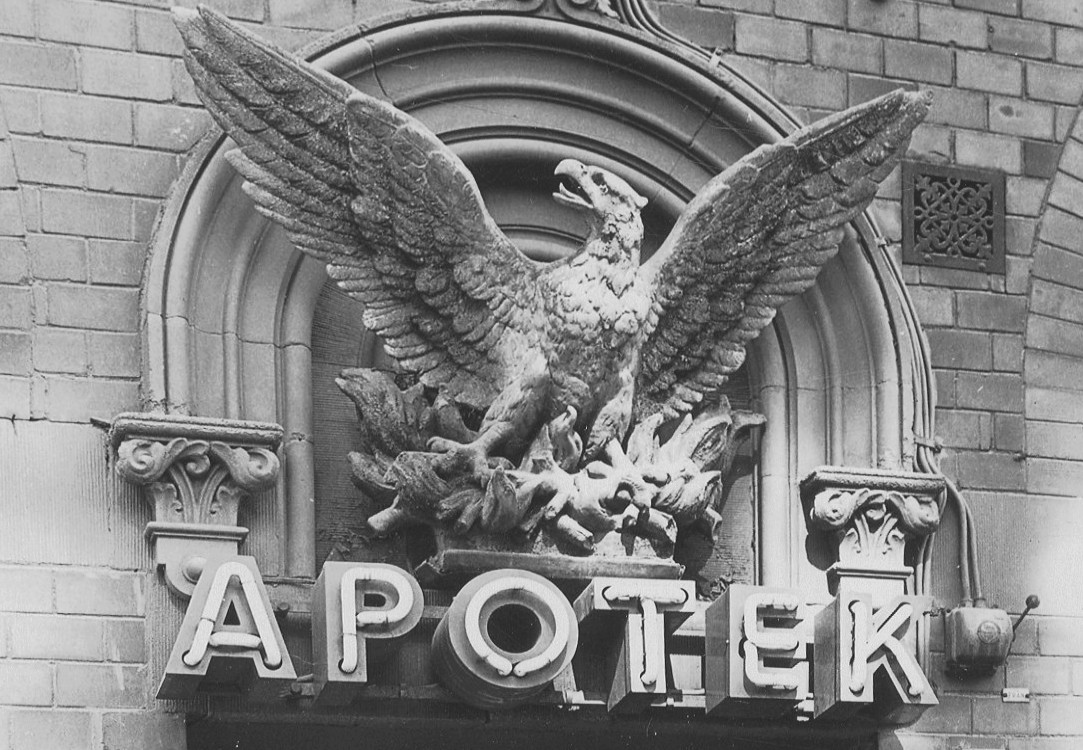
Apotekets emblem, en fågel Fenix
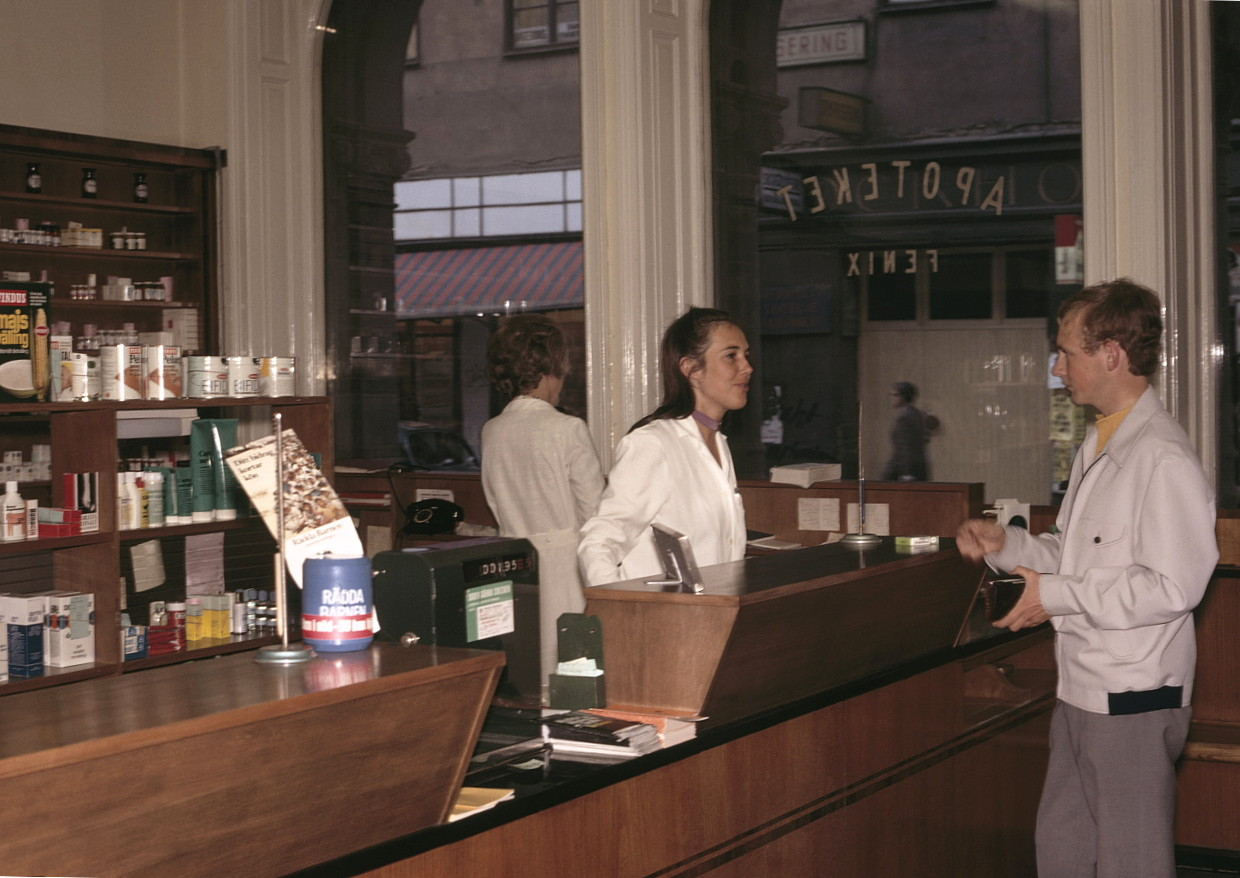
Interiören på 1970-talet